# Slitheen
 (décembre 2020).
Si vous disposez d'ouvrages ou d'articles de référence ou si vous connaissez des sites web de qualité traitant du thème abordé ici, merci de compléter l'article en donnant les références utiles à sa vérifiabilité et en les liant à la section « Notes et références ».
 (juillet 2025).
- Si vous ne connaissez pas le sujet, laissez ce bandeau (vous pouvez alors contacter les auteurs).
- Si vous supprimez le contenu mis en cause (vous pouvez préalablement contacter les auteurs),

argumentez précisément cette suppression dans la page de discussion
(un manque de référence n'est pas un argument ; une recherche réelle de référence doit avoir été effectuée, être formellement documentée).
Les Slitheen sont des personnages fictifs des séries télévisées Doctor Who et The Sarah Jane Adventures.

## Présentation
Les Slitheen sont une famille d'extra-terrestres agressifs qui apparaissent dans les épisodes L'Humanité en péril et Troisième Guerre mondiale. Ils mesurent plus de deux mètres et ont une couleur de peau entre le jaune et le vert. Leur tête ressemble vaguement à la tête d'un bébé humain, bien que beaucoup plus grosse et leurs yeux clignent de façon latérale. Leurs mains sont en fait de longues griffes.
Les Slitheens se cachent dans le corps d'êtres humains qu'ils ont tués auparavant. Les Slitheens étant plus grands et plus gros que les humains, ils utilisent un réducteur de taille. Ce réducteur a des effets limités, ce qui les oblige à ne rentrer que dans les corps d'êtres bedonnants, et à faire des bruits ressemblant à des pets. Dans l'épisode "The Lost Boy" ils utilisent un modèle amélioré qui leur permet de rentrer sans bruits dans des corps plus minces. 
Les Slitheen ont une part importante de calcium dans leur organisme et sont donc très sensibles aux acides, dont le vinaigre. Il suffit donc de les asperger de vinaigre pour les tuer ; ce genre de scène se produit plusieurs fois dans Doctor Who, et dans The Sarah Jane Adventures.
Le nom de Slitheen ne renvoie pas à un nom de race extra-terrestre mais au nom d'une famille d'extra-terrestres. La race à laquelle appartient cette famille est la race des Raxacoricofallapatoriens. Les Slitheen sont plusieurs dizaines en Angleterre, et d'autres familles sont présentes dans d'autres pays (The Sarah Jane Adventures "The Lost Boy"). Selon certains raxacoricofallapatoriens les Slitheens seraient une famille de voyous notoires. 

## Histoire

### Dans Doctor Who
Venus sur Terre pour faire du profit, les Slitheen ont utilisé un subterfuge faisant croire aux humains qu'un vaisseau extra-terrestre s'était écrasé en plein cœur de Londres. Dans la panique, ils en profitent pour éliminer le Premier ministre du Royaume-Uni et le font porter disparu. Le gouvernement britannique forme alors un gouvernement de transition pour faire face à cette crise en attendant le retour du Premier Ministre. Mais le nouveau Premier Ministre et ses plus proches collaborateurs sont justement des Slitheen, camouflés dans des corps humains. Ce camouflage a d'ailleurs un ressort comique puisque certains ont une fermeture éclair située sur le front du costume.
Les Slitheen prennent rapidement le contrôle politique et militaire de la Grande-Bretagne. Puis, en faisant croire qu'une menace extraterrestre pèse sur la Terre, ils demandent aux Nations unies le code pour utiliser l'arme nucléaire. Leur but est de réduire la Terre à l'état de roche radio-active afin de vendre ses débris en tant que source d'énergie pour des technologies extraterrestres. Le Docteur, avec l'aide de Mickey Smith, parvient à les arrêter à temps, en faisant exploser le 10 Downing Street dans l'épisode "Troisième Guerre mondiale".
Dans l'épisode "L'Explosion de Cardiff" l'une des Slitheen ayant survécu à l'explosion de la maison du premier ministre, envisage de faire exploser une centrale nucléaire située sur la faille spatio-temporelle de Cardiff, afin de pouvoir repartir chez elle. Capturée par le Docteur, elle tentera tout pour lui échapper, tout en expliquant que les protocoles de la famille Slitheen font tout pour faire de vous des tueurs. 

### Dans The Sarah Jane Adventures
Dans l'épisode Revenge of the Slitheen, les Slitheens cherchent à se venger de l'affront fait par la Terre et cherchent à éteindre le soleil. Ils seront stoppés par Sarah Jane Smith et son fils Luke.
Dans l'épisode The Lost Boy, quelques Slitheens se font passer pour les vrais parents de Luke afin de pouvoir le récupérer, et utiliser ses capacités afin de pouvoir partir de la Terre. En réalité, ils sont manipulés par une créature Xylock qui veut utiliser Luke pour détourner la lune de son orbite. À la fin de l'épisode, Sarah Jane Smith les renvoie sur Raxacoricofallapatorius. 
Dans le sketch From Raxacoricofallapatorius with Love, un Slitheen prend la forme d'un extra-terrestre nain pour piéger Sarah Jane, mais il sera pourchassé par K-9.
Dans l'épisode The Gift les Slitheens tentent de transformer la terre en immense diamant mais seront arrêtés par des Blathereens, ayant eux-mêmes d'autres plans pour la Terre.

## Raxacoricofallapatorius
La planète d'où viennent les Slitheens, au nom volontairement bizarre verra son univers développé au fur et à mesure du développement du Whoniverse Ainsi, on apprend que Raxacoricofallapatorius fait partie d'un conglomérat nommé "l'Alliance Raxa" mêlant trois planètes voisines : Raxacoricofallapatorius - Clom et Plix. L'Abzorbaloff vient de Clom, planète qui sera par ailleurs enlevée avec la Terre dans l'épisode La Terre volée.
Différentes familles se partagent Raxacoricofallapatorius, dont les Slitheens. Dans l'épisode The Gift, il est mentionné que les Slitheens ont été à la tête de cette planète mais qu'ils ont fait s'effondrer l'économie. 
La famille adversaire des Slitheens sont les Blathereens, qui ressemblent aux Slitheens mais en brun. Ils sont plus pacifiques, même si une alliance Slitheen-Blathereen a donné lieu à une époque à une branche dissidente. Une famille du nom de Rackdeen est aussi mentionnée dans The Gift.
Une plante nommée la Rackweed pousserait sur Raxacoricofallapatorius et serait addictive pour ceux qui la mangent. 